# Knowledge Discovery Metamodel
Knowledge Discovery Metamodel (en español "Metamodelo de Descubrimiento de Conocimiento") es una especificación públicamente accesible del Object Management Group (OMG), diseñada para ser la base de la iniciativa Architecture Driven Modernization (ADM) del OMG.
KDM provee una representación común intermedia para los sistemas
software existentes y sus entornos operativos. Es una representación
compatible, e independiente de la plataforma y lenguaje de
programación. KDM es un meta-modelo MOF, que define un formato de intercambio XMI entre herramientas que
trabajan con software existente, y define una API sobre la que poder
construir herramientas de nueva generación de modernización y
aseguramiento del software.

## Conceptos clave
Los conceptos clave de KDM son:
- KDM es un modelo MOF

- KDM es un modelo entidad-relación

- KDM define una ontología para describir sistemas software existentes

- KDM puede ser extendido para capturar entidades y relaciones específicas del lenguaje, aplicación e implementación

- KDM define múltiples jerarquías de entidades vía contenedores y grupos

- Los modelos KDM se pueden componer (es posible agrupar varias entidades en un contenedor tipado, que en adelante representará la colección entera de entidades agrupadas mediante relaciones agregadas

- El analista es capaz de refactorizar el modelo (por ejemplo moviendo entidades entre contenedores) y mapear cambios en el modelo a cambios en el software a través de enlaces de trazabilidad

- KDM está alineado con el estándar ISO/IEC 11404 Language-Independent Datatypes and SBVR

## KDM
Usualmente, el conocimiento obtenido de software existente, es
presentado en forma de modelos sobre los que podemos realizar
consultas. La "entidad-relación" es un formato frecuente en que
representar el conocimiento obtenido del software existente. KDM
define una ontología para los activos software y sus relaciones, con
el propósito de realizar descubrimiento de conocimiento en código
existente.
KDM estandariza aproximaciones existentes de descubrimiento de
conocimiento en artefactos de ingeniería del software, también
conocido como "software mining".
El propósito de KDM es asegurar la interoperabilidad entre
herramientas para el mantenimiento, la evolución, evaluación y
modernización. KDM es definido como un meta-modelo que puede ser visto
también como una ontología para describir los aspectos clave del
conocimiento relacionado con las varias facetas del software de
empresa.
Apoyar KDM significa invertir en el ecosistema KDM: una comunidad
cohesiva basada en estándares abiertos y en crecimiento, de vendedores
de herramientas, proveedores de servicios, y componentes comerciales.
KDM es capaz de representar sistemas software empresariales completos,
no solo código. KDM es una representación "entidad-relación" de amplio
espectro, que describe el software existente. KDM representa elementos
estructurales y de comportamiento de sistemas software existentes. El
concepto clave de KDM es el contenedor: una entidad que posee otras
entidades. Esto permite a KDM representar sistemas existentes en
varios niveles de granularidad.
KDM define una precisa base semántica para representar el
comportamiento, llamada micro-KDM. Esta provee una representación
intermedia de gran fidelidad, que puede ser usada, por ejemplo, para
realizar análisis estático de sistemas software existentes. Micro-KDM
puede ser visto como una máquina virtual de KDM, aunque KDM no es un
modelo ejecutable, o un modelo de restricciones, sino una
representación de artefactos existentes, con fines analíticos.
KDM facilita el análisis incremental de los sistemas software
existentes, donde la representación inicial de KDM es analizada, y más
piezas de conocimiento son extraídas y hechas explícitas, conforme las
transformaciones KDM a KDM, completamente realizadas en el espacio
tecnológico de KDM. Los pasos del proceso de extracción de
conocimiento, pueden ser realizados por herramientas, y pueden
involucrar al analista.
KDM es una representación independiente de lenguaje y plataforma. Sus
mecanismos de extensibilidad permiten añadir conocimiento específico
de dominio, aplicación e implementación.

## Arquitectura
Los paquetes KDM están organizados en las siguientes cuatro capas:

### Capa de infraestructura
consiste en los paquetes Core, KDM y Source; que proveen un pequeño
núcleo común para los demás paquetes, el inventario de modelos de
artefactos de los sistemas existentes con total trazabilidad entre
los elementos del meta-modelo en forma de enlaces al código fuente de
los artefactos, así como el mecanismo uniforme de extensibilidad. El
paquete Core determina varios de los patrones que son utilizados por
otros paquetes KDM. Aunque KDM utiliza MOF, hay una alineación entre
el núcleo de KDM y el Resources Description Framework (RDF).

### Capa de elementos de programa
La capa de elementos de programa consiste en los paquetes Code y
Action.
El paquete Code
representa los elementos de programación determinados por los lenguajes
de programación, por ejemplo los tipos de datos, procedimientos,
clases, métodos, variables, etc. El propósito de este paquete es
similar al Common Application Meta-model (CAM), perteneciente a otra
especificación del OMG llamada Enterprise Application Integration
(EAI). El paquete Code de KDM provee un nivel más elevado de detalle,
y se integra impecablemente con las vistas arquitecturalmente
significativas del sistema software. La representación de tipos de
datos en KDM está alineada con el estándar ISO/IEC 11404.
El paquete Action
captura los elementos de comportamiento de bajo nivel de las
aplicaciones, incluyendo los flujos detallados de control y datos
entre declaraciones. Los paquetes Code y Action, en combinación,
proveen una representación intermedia fiel de cada componente del
sistema software empresarial.

### Capa de recursos
La capa de recursos representa el entorno operacional de los sistemas
software existentes. Está relacionada con el área de la Enterprise
Application Integration (EAI).
El paquete Platform
representa el entorno operativo del software, relacionado con el
sistema operante, el middleware, etc. incluyendo el flujo de control
entre componentes tal como son determinados por la plataforma runtime.
El paquete UI
representa el conocimiento relacionado con las interfaces de usuario
de los sistemas software existentes.
El paquete Event
representa el conocimiento relacionado con los eventos y
comportamiento de las transiciones de estado de los sistemas software
existentes.
El paquete Data
representa los artefactos relacionados con los datos persistentes,
tales como ficheros indexados, bases de datos y otros tipos de
almacenes de datos. Estos activos son clave para el software
empresarial, ya que representan los metadatos empresariales. El
paquete KDM está alineado con otra especificación del OMG, llamada
Common Warehouse metamodel (CWM).

### Capa de abstracciones
La capa de abstracciones representa las abstracciones de dominio y
aplicación.
El paquete Conceptual
representa el conocimiento del dominio del negocio y las reglas de
negocio, en la medida en que esta información puede ser extraída de
aplicaciones existentes. Estos paquetes están alineados con otra
especificación del OMG, llamada Semantics of Business Vocabulary and
Business Rules (SBVR).
El paquete Structure
describe los elementos del meta-modelo para representar la
organización lógica del sistema software en subsistemas, capas y
componentes.
El paquete Build
representa la vista "ingenieril" del sistema software.

## Enlaces
- Especificacíon del OMG

- Datos: Q6423288